# Denise Vuskovic
Denise Vuskovic Fierro es una destacada equitadora chilena. Entre sus logros se cuentan la Copa El Naveghable 2009, Copa Escuela de Equitación 2011, y el Campeonato Nacional de Saltos 2011 de Chile.
En 2007 se inscribió en la Federación Ecuestre de Chile como jinete de 2ª categoría, proveniente del club Internacional, en 2008 ya figuraba como equitadora del Club Deportivo Universidad Católica, manteniendo la división, y desde 2009 fue registrada como una jinete de 1º categoría.

## Palmarés
- Copa El Naveghable (1): 2009 (en “L.B Porthos”)
- Gran Premio UC del Campeonato Indoor (1): 2009 (en "Catalina")[5]
- Campeonato Nacional de Saltos (1): 2011 (en “Che Volterina” y “A S Hyo Helenick”)
- Copa Escuela de Equitación (1): 2011 (en "Che Volterina")